# Noroeste exterior da China

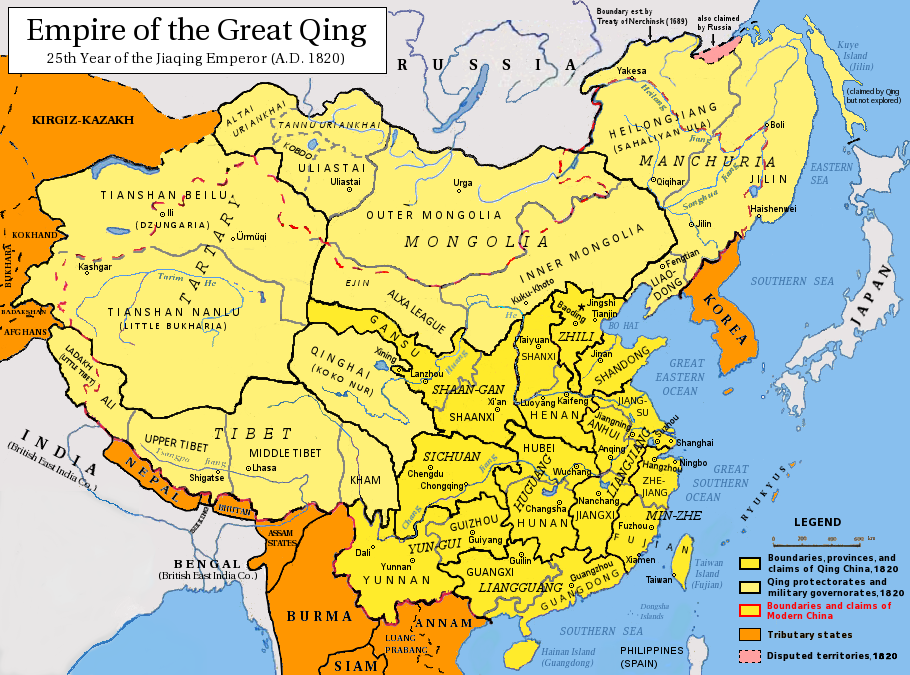
Território da dinastia Qing na China em 1820, com o Noroeste Exterior da China dentro de suas fronteiras

O noroeste exterior da China (em chinês: 外 西北; pinyin: wài xī běi) é um termo usado para descrever os territórios cedidos pela dinastia Qing ao Império Russo na Convenção de Pequim, pelo Tratado de Fronteira Noroeste Sino-Russo, pelo Tratado de São Petersburgo (1881) e outros Tratados Desiguais. Os territórios são partes antigas do extremo oeste de Sinquião e norte da Mongólia Exterior. Historicamente, o Noroeste Exterior da China fez parte de Zungária mas foi obtida pelos Manchus após a derrota dos zungares no século XVIII.
Após a dissolução da União Soviética, os territórios são separados e governados por quatro sucessores da União Soviética: Cazaquistão, Quirguistão, Tadjiquistão e Rússia.